# Pacote de serviços
Um pacote de serviços (também conhecido pelo anglicismo service pack) é a denominação para um pacote de correções para determinado programa ou sistema operacional, quando o número de correções (Chamadas tecnicamente em inglês de updates e hotfixes) recentes se torna muito grande. Por outras palavras, é um método mais fácil e prático de corrigir dezenas de problemas e vulnerabilidades de segurança em um programa ou sistema operacional.
Um service pack também pode adicionar novas funcionalidades a um logiciário (software), como é o caso do Service Pack 2 do Windows XP, lançado no dia 6 de agosto de 2004.
Os pacotes de serviço são disponibilizados gratuitamente pelo fabricante e disponibilizados para descarregar no próprio sítio informático do fabricante.
Os mais famosos pacotes de serviço são os da plataforma de sistemas operacionais Windows, da Microsoft. A nomenclatura é seguida de um número que identifica a versão do Service pack. Atualmente, o Windows XP possui 3 versões de Service pack, sendo o SP3 do Windows XP provavelmente o último pacote de serviços deste sistema operacional. O Windows Vista possue o SP2, já o Windows 7 possue o SP1. 
Não há um certo limite para os Service packs serem lançados; um exemplo disso é o Windows NT 4.0, que encerrou o seu ciclo de vida com o Service Pack 6.